# Casey Loyd
Casey Nicole Loyd (* 23. Februar 1989 in San Diego, Kalifornien als Casey Nicole Nogueira) ist eine US-amerikanische Fußballspielerin, die zuletzt in der Saison 2013 beim FC Kansas City in der National Women’s Soccer League unter Vertrag stand.

## Karriere
Von 2010 bis 2011 spielte Loyd in der WPS für die Chicago Red Stars und den Sky Blue FC. Anfang 2013 unterzeichnete sie einen Vertrag in der neugegründeten NWSL beim FC Kansas City. Ihr Ligadebüt gab Loyd am 13. April 2013 gegen den Portland Thorns FC, ihr erstes Tor in der NWSL erzielte sie am 13. Juni 2013 bei einem 2:0-Auswärtssieg bei den Chicago Red Stars.

### International
Loyd spielte zwischen 2004 und 2007 für diverse Jugendnationalmannschaften der USA und nahm mit der U-20 unter anderem an der Weltmeisterschaft 2006 und den Panamerikanischen Spielen 2007 teil. Im Jahr 2007 debütierte sie für die A-Nationalmannschaft der USA, ihre nächsten vier Einsätze erfolgten dann erst im Jahr 2010. Seither wurde Loyd nicht mehr bei Länderspielen eingesetzt.

## Privates
Loyd ist die Tochter des ehemaligen Fußballprofis und Futsal-Nationalspielers Victor Nogueira. Am 13. Oktober 2012 heiratete sie den US-amerikanischen Fußballnationalspieler Zach Loyd.

## Erfolge und Auszeichnungen
- 2007: Silbermedaille bei den Panamerikanischen Spielen mit der US-amerikanischen U-20-Nationalmannschaft.